# Пі2 Журавля
Пі2 Журавля (π2 Журавля, π2 Gruis, Pi2 Gruis, HD212132) — хімічно пекулярна зоря спектрального класу F0, що має видиму зоряну величину в смузі V приблизно 5,6.
Вона знаходиться у сузір'ї Журавля й розташована на відстані близько 132,5 світлових років від Сонця.